# Clã Miura

O Mon (brasão) do Clã Miura

O Clã Miura (三浦氏, Miura-shi) é um clã japonês que descende de Taira Takamochi. O Clã colonizou o distrito de Miura na Província de Sagami (atual Kanagawa) e tomou o nome  O clã teve grandes Hans e tinha grande influência política no Período Edo por apoiar  Minamoto no Yoritomo contra os Taira.
O clã foi um grande adversário do Clã Hōjō no Século XIII e mais tarde no Século XVI.

## Membros Importantes do Clã Miura
- Miura Yasumura
- Miura Yoshiaki - avô de Minamoto no Yoshihira
- Miura Yoshizumi - aliado de Minamoto no Yoshitsune na Batalha de Dan no Ura , em 1185 .
- Miura Yoshimura - Aliado do Clã Minamoto durante a Guerra Jōkyū em 1221 .
- Miura Yoshiatsu
- Miura Yoshimoto - o filho de Miura Yoshiatsu. Ambos cometeram seppuku em 1516, quando o Castelo Arai foi invadido,[2]  sendo que Yoshimoto decapitou a si mesmo.[3]